# La Roca Aguda
La Roca Aguda és una muntanya de 1.121 metres que es troba al municipi de Campelles, a la comarca del Ripollès.